# Lloro bec-roig
El lloro bec-roig (Pionus sordidus) és una espècie d'ocell de la família dels psitàcids que habita la selva humida del nord de Veneçuela, Colòmbia, oest i est de l'Equador, est del Perú i centre de Bolívia.